# Beslissingen in belastingzaken, Nederlandse Belastingrechtspraak
Beslissingen in belastingzaken, Nederlandse Belastingrechtspraak, afkorting BNB,
is een juridisch vaktijdschrift voor Nederlandse jurisprudentie op het gebied van belastingrecht.
De afkorting BNB is gebruikelijk voor het citeren van Nederlandse belastingrechtspraak.
Het tijdschrift bevat de volledige tekst van arresten van de Hoge Raad en van de gerechtshoven, voorzien van annotaties en de conclusies van de advocaten-generaal. De belangrijkste arresten van het Europees Hof van Justitie op het gebied van belastingrecht zijn ook opgenomen.